# Axel Erdmann (geolog)
 Der er flere personer med dette navn, se Axel Erdmann.
Axel Joachim Erdmann (12. august 1814 i Stockholm – 1. december 1869 sammesteds) var en svensk geolog og mineralog, far til geologen Edvard Erdmann og filologen Axel Erdmann.
Efter at have studeret ved Uppsala Universitet, tog Erdmann 1833 hofretseksamen og 1836 bjergeksamen. Han fortsatte derefter i de følgende år sine studier ved Falu Bjergskole. I begyndelsen kastede han sig særlig over den kemiske mineralogi, og han beskrev flere nye mineraler (esmarkit, praseolit, leukofan og flere).
Snart vendte hans Interesse sig dog mere og mere mod geologien. Han deltog således 1841-48 under Forselles’ ledelse i de for Brukssocietetens regning udførte geologiske undersøgelser, som han senere fortsatte på egen hånd. Resultatet heraf blev blandt andet en del med Jernkontorets store prismedalje belønnede kort over forskellige svenske grubefelter.
I 1850 ansattes han som lærer ved Falu Bjergskole og 1852 tillige som lærer i kemi ved artilleriskolen i Marieberg. Størst betydning fik dog hans virksomhed ved den 1858 oprettede "Sveriges geologiska undersökning", der må betragtes som hans værk, og hvis første chef han blev. For denne nye institution udarbejdede han en fortrinlig arbejdsplan.
Selv havde han i særlig Grad opmærksomheden henvendt på undersøgelsen af kvartærformationens løse jordlag og udgav 1868 som resultat af sine undersøgelser Bidrag til kännedomen om Sveriges qvartära bildningar, der ledsagedes af et stort geologisk kort, og som tillige udkom i en noget forkortet fransk udgave.
Af hans andre arbejder kan fremhæves den meget benyttede Lärobok i mineralogien (1853; ny udgave 1860) og Vägledning till bergarternas kännedom (1855).